# EBML
EBML, die Extensible Binary Meta Language (engl. für „erweiterbare binäre Metasprache“), vormals Extensible Binary Markup Language, ist ein verallgemeinertes Dateiformat für jede Art von Daten. Ziel ist ein binäres Äquivalent zu XML. Es stellt ein einfaches Gerüst bereit, um Daten in XML-artigen Kennungen zu speichern. Jedoch ist es nicht auf die gleiche Weise wie XML erweiterbar, da die Dokumenttypdefinition vorher bekannt sein muss.
Ursprünglich wurde EBML für das Audio/Video-Containerformat Matroska entwickelt. Es gibt noch weitere Formate, die unter dem Oberbegriff Binary XML zusammengefasst werden.